# Кузеран (виконтство)
Виконтство Кузеран (фр. Vicomté de Couserans) — феодальное владение на юге Франции в исторической провинции Кузеран, существовавшее в 1180—1454 годах. В настоящее время его территория входит в состав французского департамента Арьеж.

## История
В 1180 году из той части Кузерана, которая входила в состав графства Комменж, было создано виконтство Кузеран, которое было передано Роже I, брату графа Коменжа Бернара IV. В его состав входил только верхний Кузеран без Сен-Лизье и Сен-Жирона.
Сын Роже I, Роже II посредством брака в 1217 году присоединил к своим владениям каталонское графство Палларс-Собира. Но после смерти около 1257 года Роже III, сына Роже II, его владения были разделены. Кузеран унаследовал его старший сын, Роже IV, посредством брака унаследовавший также сеньорию Монтеспан.
Потомки Роже IV ещё больше увеличили свои владения. Его внук, Раймунд Роже II, посредством брака в 1360 году унаследовал виконтство Брюникель, которое было выделено его младшему сыну. Внук Раймунда Роже II, Жан Роже в 1432 году посредством брака унаследовал виконтства Террид и Жимо.
В 1453 году графство Комменж после смерти не оставившего наследников графа Матье де Фуа было включено в состав королевского домена. Тогда же в состав домена вошло и подчинённое Комменжу виконтство Кузеран, однако Жан Роже сохранил при этом владетельные права. После его смерти владения и титулы унаследовала его дочь, Мате, которая вышла замуж за Эда II де Ломань, сеньора де Фимаркон. Однако их потомки титула виконтов Кузерана не унаследовали, нося титул виконтов Террида и Жимо.
Титул виконтов де Кузеран в итоге перешёл к потомкам одного из сыновей Жана II де Фуа (ум. 1480), сеньора де Рабат, и Элеоноры де Комменж, дочери виконта Раймунда Роже III. Последней представительницей этой ветви, носившей титул виконтессы Кузерана, была Франсуаза де Фуа-Мардон (ум. ок. 1600), бывшая замужем за Франсуа де Молеоном, сеньором де Ла Кур.
Позже титул до 1792 года носили представители родов Модав и Полиньяк.

## Список виконтов Кузерана
Дом Комменж
- 1180 — до 1211: Роже I (ум. до 1211), виконт Кузерана и Каркассона с 1180
- до 1211 — после 1240: Роже II (ум. после 1240), виконт Кузерана и Каркассона с до 1211, граф Пальярс Собира (Роже I) с 1217, сын предыдущего
- после 1240 — ок. 1257: Роже III (ум. ок. 1257), виконт Кузерана и Каркассона, граф Пальярс Собира (Роже II) с после 1240, сын предыдущего
- ок. 1257 — ок. 1257/1267: Роже IV (ум. ок. 1257/1267), виконт Кузерана и Касадана с ок. 1257, сеньор де Монтеспан, сын предыдущего
- ок. 1257/1267 — 1303: Арно I (ок. 1244—1303), виконт Кузерана с ок. 1257/1267, сеньор де Монтеспан и де Небузан, сын предыдущего
- 1303 — 1359: Раймунд Роже I (ок. 1275—1359), виконт Кузерана с 1303, сын предыдущего
- 1359 — 1392: Раймунд Роже II (ок. 1335—1392), виконт Кузерана с 1359, виконт Брюникеля с 1360, сын предыдущего
- 1392 — 1427: Раймунд Роже III (ок. 1365—1427), виконт Кузерана с 1392, сын предыдущего
- 1427 — 1478: Жан Роже (ок. 1390—1478), виконт Кузерана с 1427, виконт Террида с 1432, сын предыдущего
- 1478: Мата (ок. 1390—1478), виконтесса Кузерана, Террида и Жимо с 1432, дочь предыдущего
муж: Эд II де Ломань, сеньор де Фимаркон и де Донзенак
- Элеонора (ок. 1423 — ?), дочь Раймунда Роже III
муж: Жан II де Фуа (ум. 1480), сеньор де Рабат

Дом Фуа-Рабат
- ?—1480: Жан II (I) де Фуа (ум. 1480), сеньор де Рабат, де Фурнец, де Анюзан, де Савердюн и де Ла Бастид
- 1480 — 1508: Роже (ум. 1508), сеньор де Рабат (Роже V) и виконт де Кузеран, сын предыдущего
- 1508 — 1510: Корбейран (ум. ок. 1510), сеньор де Рабат (Корбейран II) и виконт де Кузеран, брат предыдущего
- 1510 — 1515: Жермен (ум. ок. 1515), сеньор де Мардон, виконт де Кузеран, брат предыдущего
- 1510 — 1530: Жан II (ум. ок. 1530), виконт де Кузеран, сын предыдущего
- 1530 — 1560: Жан Поль (ум. ок. 1560), виконт де Кузеран, сын предыдущего
- 1560 — 1600: Франсуаза (ум. ок. 1600), виконтесса де Кузеран, дочь предыдущего
муж: Франсуа де Молеон, сеньор де Ла Кур